# Speak for Yourself
Speak for Yourself är den brittiska sångaren Imogen Heaps andra studioalbum, utgivet i juli 2005. Albumet gästas bland annat av Jeff Beck, som gör ett gitarrsolo på "Goodnight and Go".

## Låtlista
Samtliga låtar skrivna av Imogen Heap.
1. "Headlock" – 3:37
2. "Goodnight and Go" – 3:52
3. "Have You Got It in You?" – 4:10
4. "Loose Ends" – 3:40
5. "Hide and Seek" – 4:16
6. "Clear the Area" – 4:14
7. "Daylight Robbery" – 3:21
8. "The Walk" – 5:14
9. "Just for Now" – 3:00
10. "I Am in Love with You" – 3:08
11. "Closing In" – 4:48
12. "The Moment I Said It" – 5:56